# Peña de la Silla (Sierra del Escudo)
La peña de la Silla es una montaña situada en la zona media de la sierra del Escudo de Cabuérniga entre los municipios de Ruente y Valdáliga. Tiene una altitud de 868 m y constituye el punto más alto de la sierra en su paso por el valle de Cabuérniga.
Al igual que la sierra del Escudo, esta montaña se formó en la orogenia alpina. En su falda sur, completamente cubierta por un bosque de robles, nace el río Monte Aa, mientras que en la ladera norte más despoblada, nace el arroyo Goyugo que entrega sus aguas al río Escudo.
- Datos: Q16618582